# Arene (Messenien)
Arene (altgriechisch Ἀρήνη) war eine antike griechische Hafenstadt in Messenien. 
Arene wird bereits bei Homer als eine der Städte erwähnt, die unter dem Einfluss Nestors standen, sie wird an der Stelle verortet, wo der Fluss Minyeus ins Meer fließt. Im Homerischen Hymnos an Apollon wird sie unter anderen Städten an der Westküste des Peloponnes genannt. Pausanias berichtet den Gründungsmythos der Stadt, nach dem sie von Aphareus gegründet und nach seiner Halbschwester und Gattin Arene benannt worden sein soll.
In der Antike wurde angenommen, dass es sich bei der verschollenen Stadt um die am Anigros gelegene triphylische Stadt Samia handelte, der homerische Fluss Minyeus wurde mit dem Anigros identifiziert.